# 科洛科爾島
科洛科爾島是俄羅斯的島嶼，屬於北地群島的一部分，位於共青團員島西北5.9公里的喀拉海，由克拉斯諾亞爾斯克邊疆區負責管轄，長1公里，島上無人居住。